# Vtělení (křesťanství)
Obecnější význam viz: Vtělení

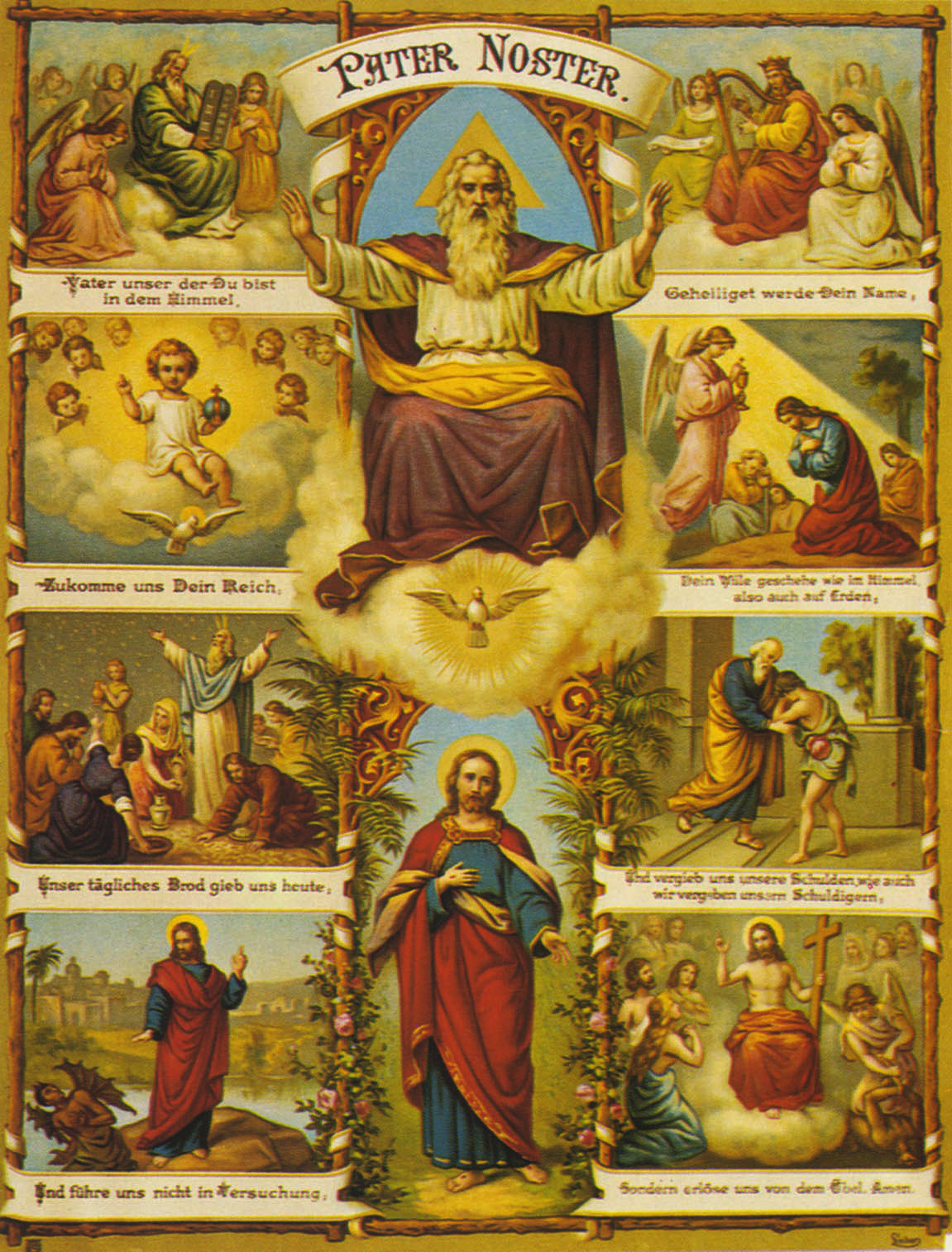
Vtělení – ilustrované výjevy ze Starého zákona a evangelií, s Nejsvětější Trojicí ve středovém sloupci (Fridolin Leiber, 19. stol.)

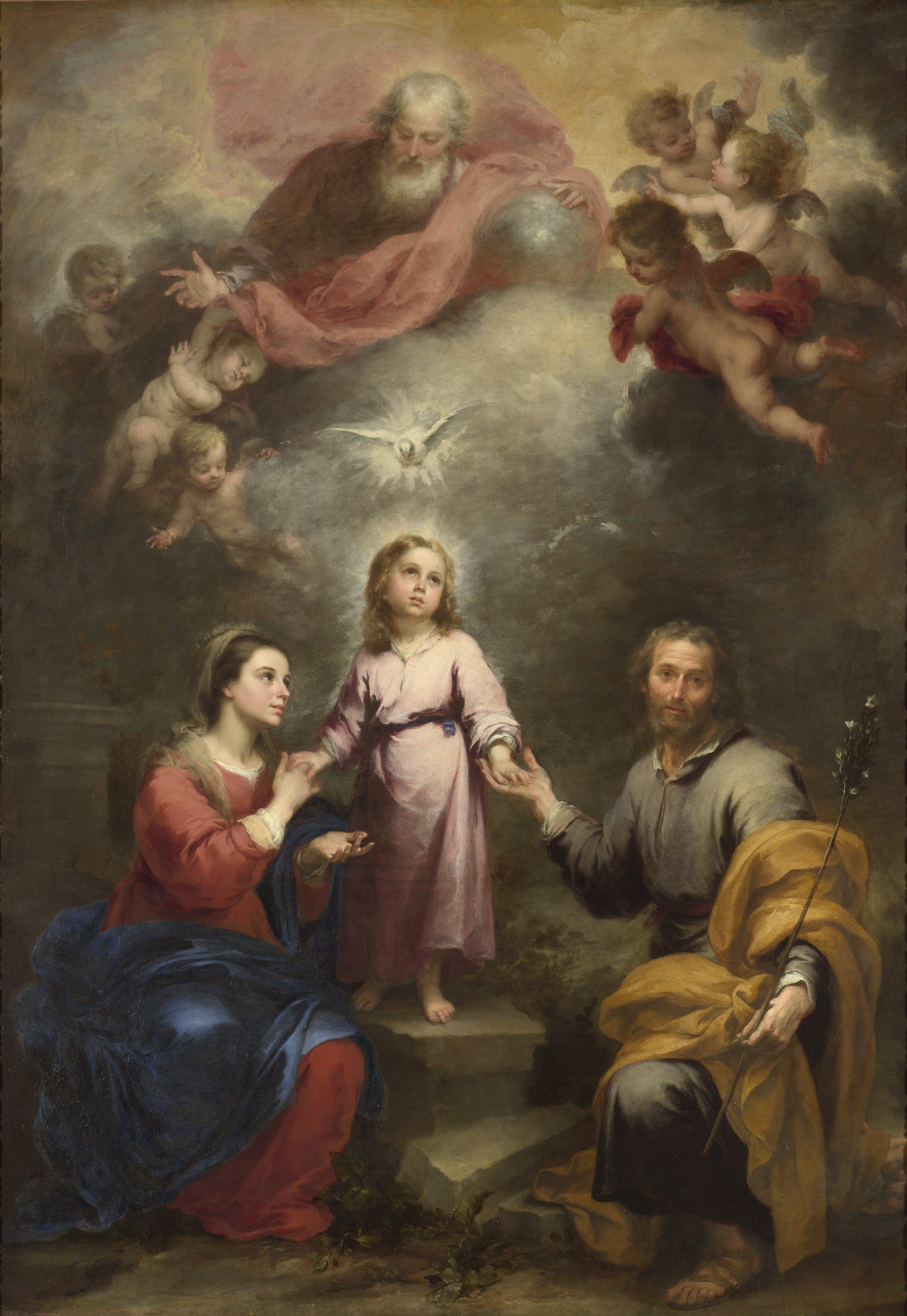
„Nebeská Trojice“ spojená s „Pozemskou Trojicí“ skrze Vtělení Syna – Dvě Trojice od Murilla (asi 1677)

V křesťanské teologii znamená vtělení (lat. incarnatio) víru, že preexistující božská osoba Ježíše Krista, Bůh Syn, druhá osoba Nejsvětější Trojice a věčně zrozený Logos (řecky koiné – „slovo“), přijala lidskou přirozenost a „stala se tělem“ tím, že byla počata v lůně ženy, Panny Marie, známé také jako Theotokos (řecky „Bohorodička“ nebo „Matka Boží“). Učení o vtělení pak znamená, že Ježíš byl zároveň plně Bohem i plně člověkem – dvě přirozenosti v jedné osobě.
Při vtělení, jak je tradičně definováno církvemi, které se hlásí k Chalcedonskému koncilu, se božská přirozenost Syna spojila, ale nesměšovala s lidskou přirozeností v jedné božské osobě, Ježíši, který byl „pravým Bohem i pravým člověkem“. To je ústředním bodem tradiční víry, kterou zastává většina křesťanů. V průběhu staletí se objevovaly alternativní názory na toto téma (viz ebionité a evangelium Hebrejců), ale všechny byly nicejským křesťanstvím odmítnuty.
Vtělení se připomíná a slaví každoročně o Vánocích a lze se zmínit také o svátek Zvěstování. O Vánocích a Zvěstování se slaví „různé aspekty tajemství vtělení“.

## Etymologie
Podstatné jméno inkarnace pochází z církevního latinského slovesa incarno, které je samo odvozeno z předpony in- a caro, „tělo“, což znamená „učinit tělem“ nebo v pasivu „stát se tělem“. Sloveso incarno se v latinské Bibli nevyskytuje, ale termín je převzat z Janova evangelia – J 1, 14 (Kral, ČEP): „et Verbum caro factum est“ (Vulgáta), Bible krále Jakuba: „a Slovo se stalo tělem“.

## Popis a vývoj tradičního učení
Vtělení označuje akt preexistující božské osoby, Božího Syna, který se stal člověkem. Ačkoli všichni křesťané věřili, že Ježíš byl skutečně jednorozeným Božím Synem, „Kristovo božství bylo pro ranou církev teologicky nabitým tématem“. Debata na toto téma probíhala během prvních čtyř století křesťanství a účastnili se jí mimo jiné křesťané z židovství, gnostici, stoupenci Ária Alexandrijského a přívrženci koptského papeže Alexandra Alexandrijského.
Ignác Antiochijský učil, že „máme také jako Lékaře Pána, našeho Boha, Ježíše Krista, jednorozeného Syna a Slovo, dříve než začal čas, ale který se potom stal také člověkem, z Marie Panny.“ Justin Mučedník tvrdil, že vtělené Slovo bylo předobrazeno ve starozákonních proroctvích.
Katechismus katolické církve pojednává o vtělení v odstavcích 461–463 a cituje několik biblických pasáží, aby potvrdil jeho ústřední význam: Flm 2, 5–8 (Kral, ČEP), Žid 10, 5–7 (Kral, ČEP), 1Jan 4, 2 (Kral, ČEP), 1Tim 3, 16 (Kral, ČEP).

### Nicejské vyznání víry
Hlavní článek: Nicejské vyznání
Nicejské vyznání víry je vyznání víry, které vzniklo na dvou ekumenických koncilech, na prvním nicejském koncilu v roce 325 a na prvním konstantinopolském koncilu v roce 381. Jako takové je dodnes relevantní pro většinu křesťanských církví. Vždy se vyznává Vtělení, i když různé obřady používají různé překlady. Ve 21. století překlad římskokatolické církve zní: „On pro nás lidi a pro naši spásu sestoupil z nebe. Skrze Ducha Svatého přijal tělo z Marie Panny a stal se člověkem.“

### Apoštolské vyznání víry
Hlavní článek: Apoštolské vyznání
Apoštolské vyznání víry obsahuje článek víry: „jenž se počal z Ducha svatého, narodil se z Marie Panny.“ Podle papeže Jana Pavla II. je Ježíš svým vtělením předobrazem a spojil se s každou lidskou bytostí, včetně nenarozených v okamžiku jejich života při početí.

### Ekumenické koncily
Hlavní článek: Ekumenický koncil
Nakonec bylo učení Alexandra, Atanáše a dalších nicejských otců, že Syn je soupodstatný a souvěký s Otcem, definováno jako pravověrné dogma. Všechny odlišné názory byly definovány jako hereze. Patřil sem dokétismus, arianismus, nestoriánství a sabellianismus.
Nejrozšířenější definice vtělení a Ježíšovy přirozenosti byly přijaty na prvním nicejském koncilu v roce 325, na koncilu v Efezu v roce 431 a na koncilu v Chalcedonu v roce 451. Tyto koncily prohlásily, že Ježíš byl jak plně Bůh („zrozený z Otce, ale ne stvořený Otcem“), tak plně člověk, který přijal své tělo a lidskou přirozenost od Panny Marie. Tyto dvě přirozenosti, lidská a božská, byly hypostaticky spojeny v jedinou osobnost Ježíše Krista. Podle katolické církve jsou prohlášení ekumenického koncilu neomylná, čímž se vtělení stalo v katolické církvi dogmatem.

### Účinek
Vtělení předpokládá tři skutečnosti: (1) Božskou osobu Ježíše Krista; (2) lidskou přirozenost Ježíše Krista; (3) hypostatické spojení lidské přirozenosti s božskou v božské osobě Ježíše Krista. Aniž by umenšil své božství, přidal k němu vše, co je spojeno s lidskou přirozeností. V křesťanské víře se chápe, že Ježíš byl zároveň plně Bůh i plně člověk, dvě přirozenosti v jedné osobě. Kristovo tělo proto podléhalo všem tělesným slabostem, jimž je lidská přirozenost všeobecně vystavena; jsou to například hlad Mt 4, 2 (Kral, ČEP), žízeň J 19, 28 (Kral, ČEP), únava J 4, 6 (Kral, ČEP), bolest a smrt. Byly to přirozené důsledky lidské přirozenosti, kterou přijal.
Ježíšovo vtělení je také jedním z klíčových faktorů, které vedle člověka stvořeného k obrazu a podobě Boží tvoří křesťanskou antropologii. Konkrétně je vtělení zásadní pro pochopení konceptu zbožštění člověka, který je nejvíce a nejpodrobněji rozpracován v pravoslaví a nejlépe vyjádřen církevními otci, jako je sv. Atanáš Alexandrijský („Proto nebyl člověkem a pak se stal Bohem, ale byl Bohem a pak se stal člověkem, a to proto, aby nás zbožštil“), sv. Cyril Alexandrijský („Vždyť i my jsme synové a bohové z milosti a jistě jsme byli přivedeni k této podivuhodné a nadpřirozené důstojnosti, protože v nás přebývá Jednorozené Slovo Boží“) a řada dalších.

### Moderní protestantismus
Souvislost mezi vtělením a vykoupením je v systematické teologii komplexní. V rámci tradičních modelů vykoupení, jako je substituce, satisfakce nebo Kristus Vítěz, musí být Kristus člověkem, aby byla oběť kříže účinná, aby byly lidské hříchy „odstraněny“ a/nebo „přemoženy“. Jürgen Moltmann ve svém díle Trojice a Boží království rozlišuje mezi tzv. náhodným a nutným vtělením, které dává vtělení soteriologický důraz: Boží Syn se stal člověkem, aby nás mohl zachránit od našich hříchů. První z nich naproti tomu hovoří o vtělení jako o naplnění Boží lásky, o jeho touze být přítomen a žít uprostřed lidstva, „chodit s námi po zahradě“. Moltmann dává přednost „náhodnému“ vtělení především proto, že se domnívá, že mluvit o vtělení z „nutnosti“ znamená křivdit Kristovu životu.

## Chvalozpěvy a modlitby

### Pravoslavná a byzantská katolická církev
O významu vtělení se v dějinách křesťanství hojně diskutovalo a je předmětem nesčetných chvalozpěvů a modliteb. Například Božská liturgie svatého Jana Zlatoústého (asi 400), kterou používají pravoslavní křesťané a byzantští katolíci, obsahuje tento „Chvalozpěv na jednorozeného Syna“:

Ó jednorozený Synu a Slovo Boží,

který jsi nesmrtelný,

se rozhodl pro naši spásu

Vtělit se

ze svaté Bohorodičky a věčně panenské Marie,

a stal se člověkem beze změny;

Ty jsi byl také ukřižován,

Kriste, náš Bože,

a smrtí jsi smrt pošlapal,

jsa jedním ze Nejsvětější Trojice,

oslaven s Otcem a Duchem svatým...

Zachraň nás!

Kromě toho zahrnuje Božská liturgie svatého Jakuba tento zpěv „Nechť umlkne veškeré smrtelné tělo“ ve svém offertoriu:

Nechť umlkne veškeré smrtelné tělo,

a stůjte s bázní a chvěním,

a nerozjímejte v sobě o ničem pozemském.

Vždyť Král králů a Pán pánů,

Kristus, náš Bůh, přichází, aby byl obětován,

aby byl dán za pokrm věrným;

a před ním jdou zástupy andělů.

s veškerou mocí a vládou,

cherubíni s mnoha očima,

a šestikřídlí serafíni,

a zakrývají si tváře,

a hlasitě volají chvalozpěv,

Aleluja, aleluja, aleluja.

### Západosyrské církve
Západosyrské církve – syrská pravoslavná, malankarská pravoslavná, syrsko-malankarská katolická, syrsko-katolická a maronitská katolická – slavící zásadně Svaté Qurbono svatého Jakuba (asi 60 n. l.) mají podobné ma‛neetho, básnický hymnus, tradičně připisovaný svatému Severovi, patriarchovi Antiochie (asi 465–538):
Vyvyšuji tě, Pane a Králi,

Jednorozeného Syna a Slovo

nebeského Otce,

nesmrtelný svou přirozeností, sestoupil jsi z milosti.

pro spásu

a život pro celé lidské pokolení, vtělil ses

ze svatého

slavné, čisté Panny

Marie, Matky Boží

a stal se člověkem beze změny;

byl za nás ukřižován.

Ó Kriste, náš Bože,

který jsi svou smrtí pošlapal a ubil naši smrt,

který jsi jeden ze Svaté Trojice,

uctíván a ctěn

Otcem a Duchem svatým,

smiluj se nad námi všemi.

## Alternativní pohledy

### Michael Servetus
Během reformace Michael Servetus vyučoval teologii vtělení, která popírala trinitarismus, a trval na tom, že klasičtí trinitaristé byli v podstatě triteisté, kteří odmítli biblický monoteismus ve prospěch řecké filozofie. Servetus tvrdil, že Boží Syn není věčně existující bytost, ale spíše abstraktnější Logos (projev jediného pravého Boha, nikoli samostatná osoba), který se vtělil. Z tohoto důvodu Servetus odmítal nazývat Krista „věčným Božím Synem“ a místo toho dával přednost „Synu věčného Boha“.
Andrew Dibb (2005) popisuje Servetovu teologii Loga: „V Genesis se Bůh zjevuje jako Stvořitel. V Janovi zjevuje, že stvořil prostřednictvím Slova neboli Loga. A konečně, rovněž v Janovi, ukazuje, že tento Logos se stal tělem a ,přebýval mezi námiʻ. Stvoření se uskutečnilo prostřednictvím vyřčeného slova, neboť Bůh řekl: ,Ať je...ʻ. Vyřčené slovo z Genesis, Logos z Janova evangelia a Kristus jsou jedno a totéž“.
Servetus, odsouzený římskokatolickou i protestantskou církví kvůli své heterodoxní christologii, byl v roce 1553 upálen na hranici za kacířství reformovanými protestanty ve švýcarské Ženevě. Francouzský reformátor Jan Kalvín, který tvrdil, že zajistí Servetovu smrt, pokud vkročí do Ženevy kvůli jeho nereformovaným názorům na Nejsvětější Trojici a svátost křtu, žádal, aby byl raději sťat jako zrádce než upálen jako kacíř, ale úřady trvaly na popravě Serveta upálením.

### Angličtí ariáni
Postreformační ariáni, jako byl William Whiston, často zastávali názor, že vtělení odpovídá osobní preexistenci Krista. Whiston považoval vtělení za vtělení Loga, který předtím existoval jako „metafyzická existence, in potentia nebo podobným vyšším a vznešenějším způsobem v Otci jako jeho Moudrost nebo Slovo před jeho skutečným stvořením nebo zrozením“.

### Jacob Bauthumley
Jakub Bauthumley odmítl, že by se Bůh „zjevil pouze v těle Krista neboli člověka zvaného Kristus“. Místo toho zastával názor, že Bůh „podstatně přebývá v těle jiných lidí a tvorů“, a nikoli pouze v Kristu.

### Sociniáni a unitáři
Servetus odmítal arianismus, protože popíral Ježíšovo božství, takže je jisté, že by odmítl i socinianismus jako formu arianismu, která odmítá jak to, že Ježíš je Bůh, tak i to, že Ježíš vědomě existoval před svým narozením, což většina ariánských skupin přijímá. Fausto Sozzini a spisovatelé Polských bratří jako Samuel Przypkowski, Marcin Czechowic a Johann Ludwig von Wolzogen viděli ve vtělení především funkci otcovství. Totiž že Kristus byl doslova jak „Synem člověka“ z mateřské strany, tak doslova „Synem Božím“ z otcovské strany. Pojem vtělení – „Slovo se stalo tělem a přebývalo mezi námi“ – chápali jako doslovné slovo či logos ze Ž 33, 6 (Kral, ČEP), které se stalo člověkem díky panenskému zrození. Sozzini, Przypkowski a další sociniánští autoři se od Serveta lišili v tom, že Ježíš „sestoupil z nebe“ měl na mysli především zázračné početí Marie, nikoliv to, že by Ježíš byl v pravém slova smyslu v nebi. Dnes je počet církví se sociniánskou christologií velmi malý, hlavní známou skupinou jsou kristadelfiáni, mezi další skupiny patří CoGGC a CGAF. Moderní sociniáni nebo „bibličtí unitáři“ obvykle kladou důraz na to, že „učiněno tělem“ neznamená jen „učiněno tělem“, ale inkarnaci (termínu by se tyto skupiny vyhnuly), která vyžaduje, aby Ježíš měl pokušitelnou a smrtelnou přirozenost své matky.

### Letniční hnutí jedinosti
Na rozdíl od výše uvedeného tradičního pohledu na vtělení věří stoupenci Letničního hnutí jedinosti (angl. Oneness Pentecostalism) v učení o jedinosti. Ačkoli jak hnutí jedinosti, tak tradiční křesťanství učí, že Bůh je jediný Duch, stoupenci hnutí Jednoty odmítají myšlenku, že Bůh je Trojice osob. Učení o jednosti učí, že existuje jeden Bůh, který se projevuje různými způsoby, na rozdíl od Nejsvětější Trojice, kde je Bůh vnímán jako jedna bytost skládající se ze tří různých osob.
Pro letniční jedinost je Ježíš vnímán jako plně božský i plně lidský. Termín Otec odkazuje na samotného Boha, který způsobil početí Syna v Marii, a stal se tak otcem dítěte, které porodila. Pojem Syn označuje plně lidskou osobu, Ježíše Krista, a Duch svatý označuje projev Božího Ducha v jeho lidu a kolem něj. Otec tedy není Synem - a toto rozlišení je zásadní –, ale je v Synovi jako plnost jeho božské přirozenosti. Tradiční trinitariáni věří, že Syn vždy existoval jako věčná druhá osoba Trojice; stoupenci Jedinosti věří, že Syn vznikl až při vtělení, kdy na sebe jediný pravý Bůh poprvé, naposled a naposledy v dějinách vzal lidskou podobu. Otec je tedy v Synovi, a to jako plnost jeho božské přirozenosti.

### Církev Ježíše Krista Svatých posledních dnů (mormonismus)
Hlavní článek: Mormonismus
Podle teologie Svatých posledních dnů mají dvě ze tří božských bytostí Božství dokonalá, oslavená fyzická těla, a to Bůh Otec (Elohim) a Bůh Syn (Jehova). Namísto toho, aby Svatí posledních dnů považovali Otce, Syna a Ducha svatého za bytosti, které mají navzájem jednu podstatu nebo podstatu, chápou jednotu Božství jako symbol jejich dokonale sjednocených vlastností a záměrů, přičemž však uznávají, že jsou to tři oddělené a odlišné bytosti. Aby vysvětlili tuto odchylku od trinitární jednoty jako doslovné, nikoli symbolické, Svatí posledních dnů běžně citují Kristovu přímluvnou modlitbu v Janově evangeliu J 17, 20–23 (Kral, ČEP), která říká:
- „Neprosím jen za tyto [učedníky], ale i za ty, kdo skrze jejich slovo ve mne uvěří, aby všichni byli jedno, jako ty, Otče, ve mně a já v tobě, aby i oni byli v nás, aby svět uvěřil, že ty jsi mě poslal. Slávu, kterou jsi dal mně, jsem dal jim, aby byli jedno, jako my jsme jedno, já v nich a ty ve mně, aby byli dokonale jedno, aby svět poznal, že jsi mě poslal a že jsi je miloval, jako jsi miloval mne.“[36]

Toto pojetí Božství se liší od trinitárního pohledu na vtělení, podle něhož pouze Bůh Syn dočasně získal vtělené fyzické tělo, zatímco Bůh Otec je a vždy zůstával netělesný. Navzdory těmto rozdílům přijímá učení Svatých posledních dnů podobnou verzi tzv. etického monoteismu (který se vyvinul z židovské tradice), neboť Svatí posledních dnů věří, že Světlo Kristovo (alternativně označované jako Duch Kristův) vyzařuje z Boha Syna po celém světě, a tím ovlivňuje všechny lidi na celém světě, aby konali dobro a vyhýbali se zlu. Toto učení je nejlépe ilustrováno v Knize Mormonově v Moroniho 7:13-19, kde se uvádí:
- „Proto všechno, co je dobré, pochází od Boha, a co je zlé, pochází od ďábla, neboť ďábel je nepřítel Boha a neustále proti němu bojuje, svádí a svádí k hříchu a k tomu, aby se neustále dopouštěl zla. Ale hle, to, co je z Boha, vybízí a svádí ke konání dobra neustále; proto každá věc, která vybízí a svádí ke konání dobra, k lásce k Bohu a ke službě jemu, je inspirována Bohem... Neboť hle, Duch Kristův je dán každému člověku, aby poznal dobré od zlého; proto vám ukazuji cestu, jak soudit; neboť každá věc, která vybízí ke konání dobra a přesvědčuje k víře v Krista, je seslána mocí a darem Kristovým; proto můžete s dokonalým poznáním poznat, že je od Boha. Ale cokoli svádí lidi, aby činili zlo a nevěřili v Krista a zapírali ho a nesloužili Bohu, to můžete s dokonalým poznáním poznat, že je to od ďábla... Proto vás, bratři, prosím, abyste pilně hledali v Kristově světle, abyste poznali dobré od zlého, a pokud se budete držet každé dobré věci a nebudete ji odsuzovat, jistě budete Kristovým dítětem.“[37]